# Karl Otto Zimmer
Karl Otto Zimmer (* 22. Mai 1923 in Brüx, Tschechoslowakei; † 31. Dezember 2004 in Hildesheim) war Richter am deutschen Bundessozialgericht.
Ab 1948 nahm Zimmer das Studium der Rechtswissenschaften an den Universitäten Halle und Bonn auf. Die Erste juristische Staatsprüfung legte er im Jahre 1952 ab. Nach Ableistung des juristischen Vorbereitungsdienstes folgte am 22. November 1955 die Große juristische Staatsprüfung. Nach kurzer Tätigkeit als Assessor bei der Staatsanwaltschaft Duisburg trat er 1956 in den Dienst des Bundesministeriums für Arbeit und Sozialordnung ein. Dort wurde er 1970 zum Ministerialrat ernannt.
Am 13. Juli 1972 wurde Karl Otto Zimmer zum Richter am Bundessozialgericht ernannt. Er gehörte zunächst dem 4. und 12. Senat und sodann dem 8. Senat an. Von 1974 bis März 1985 war er Mitglied und zuletzt stellvertretender Vorsitzender des 11. Senats. Bis zu seinem Eintritt in den Ruhestand mit Ablauf des Monats Februar 1987 war er stellvertretender Vorsitzender des für Angelegenheiten der Arbeiterrentenversicherung sowie der Kriegsopfer- und Soldatenversorgung zuständigen 4. Senats.
1953 heiratete er Anna-Elisabeth Zimmer, geborene Wiesemann. Aus der Ehe gingen fünf Kinder und acht Enkelkinder hervor.